# ابینگهوف
ابینگهوف (به آلمانی: Ebbinghof) یک منطقهٔ مسکونی در آلمان است که در اشمالنبرگ واقع شده‌است. ابینگهوف ۲۹ نفر جمعیت دارد.